# Plínio de Arruda Sampaio
Plínio Soares de Arruda Sampaio (São Paulo, 26 de julho de 1930 — São Paulo, 8 de julho de 2014) foi um advogado e político brasileiro. Foi filiado ao Partido Socialismo e Liberdade (PSOL) e candidato à Presidência da República do Brasil nas eleições de 2010, obtendo a quarta posição, com 886 816 votos (0,87%). Sua atuação, nas redes sociais, repercutiu positivamente nos momentos em que superou os partidos tradicionais, de centro-direita e de centro-esquerda, surpreendendo o establishment político nacional.
Formado em Direito pela Faculdade de Direito da Universidade de São Paulo em 1954, militou na Juventude Universitária Católica, da qual foi presidente, e na Ação Popular, organização de esquerda surgida a partir dos movimentos leigos da Ação Católica Brasileira.
Foi promotor público, deputado federal constituinte e presidiu a Associação Brasileira de Reforma Agrária (ABRA), além de dirigir o semanário Correio da Cidadania.
Dentre os presidenciáveis de 2010, Plínio era o mais idoso e, caso eleito, seria o detentor do cargo há mais tempo na vida política. Coube a Michel Temer, cinco anos depois, ser empossado interinamente na presidência da República como o mais idoso, superado em 2023 por Luiz Inácio Lula da Silva, reeleito para seu terceiro mandato e que passou a ser tambémo presidente mais idoso da história do país.

## Carreira política

### Entrada na vida pública

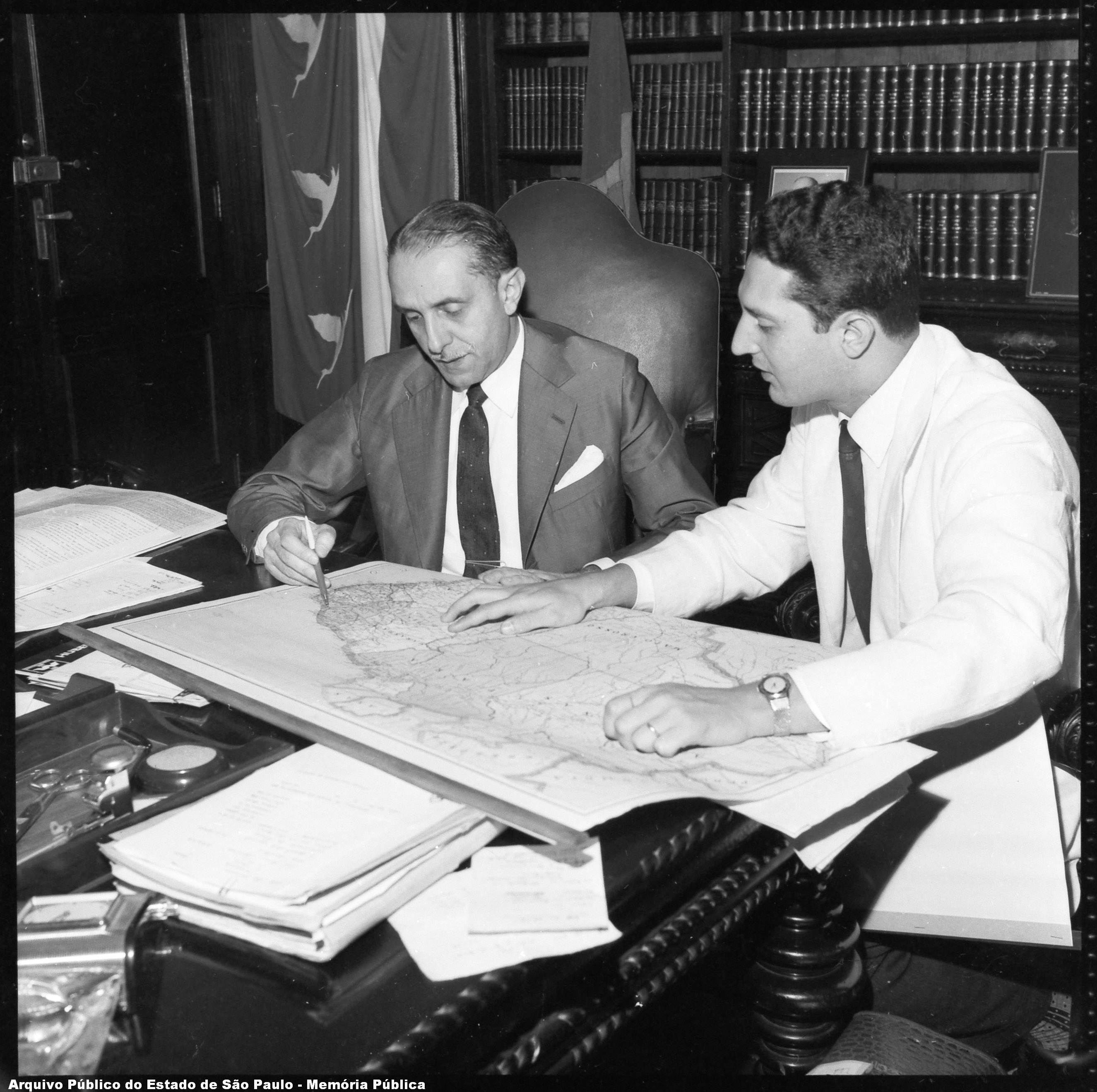
Carvalho Pinto e Plínio de Arruda Sampaio, 1960.

Durante o governo de Carvalho Pinto do estado de São Paulo, Plínio foi indicado para a subchefia da Casa Civil. Em 1959, um ano após a eleição de Carvalho Pinto, Plínio se tornou coordenador do Plano de Ação do Governo, função que ocupou até 1962. Ainda no governo Carvalho Pinto, foi secretário dos Negócios Jurídicos, e entre 1961 e 1962 chegou a trabalhar na prefeitura da cidade de São Paulo como secretário do Interior e Justiça durante a última administração Prestes Maia.
Em 1962, foi eleito deputado federal pelo Partido Democrata Cristão (PDC) e tornou-se membro da Comissão de Economia, da Comissão de Política Agrícola e da Comissão de Legislação Social. Principal liderança da ala esquerda do PDC, foi relator do projeto de reforma agrária, que integrava as reformas de base do governo João Goulart. Criou a Comissão Especial de Reforma Agrária e propôs um modelo de reforma que despertou a indignação dos grandes latifundiários do Brasil.
Após o golpe de 1964 foi um dos 100 primeiros brasileiros a terem seus direitos políticos cassados por dez anos, pelo Ato Institucional nº 1, nos primeiros dez dias do regime.

### Exílio e entrada no MDB
Exilou-se no Chile onde morou por seis anos, trabalhando como funcionário da Organização das Nações Unidas para Alimentação e Agricultura. Transferiu-se para os Estados Unidos da América no ano de 1970, onde trabalhou no Programa FAO/BID, em Washington D.C., antes de cursar o mestrado em Economia Agrícola na Universidade Cornell. De volta ao Brasil em 1976, extinto o pluripartidarismo, optou por ingressar no Movimento Democrático Brasileiro (MDB), e foi professor da Fundação Getúlio Vargas. Fundou o Centro de Estudos de Cultura Contemporânea (Cedec) e engajou-se na campanha pela abertura do regime militar e pela anistia dos condenados políticos. Ao lado de outros intelectuais do Cedec e do Cebrap, idealizou um partido à esquerda do MDB e, para isso, ao lado de Almino Affonso, Francisco Weffort e Fernando Henrique Cardoso, articulou-se com líderes emedebistas como Marcos Freire e Jarbas Vasconcelos. Paralelamente, Plínio, Weffort e Almino lançaram a candidatura de Fernando Henrique para o Senado pela sublegenda do MDB. O acordo entre eles era de construir um novo partido de esquerda, se Fernando Henrique ganhasse mais de um milhão de votos. O partido já tinha programa e manifesto e se chamaria Partido Socialista Democrático Popular (PSDP).
Na concepção de Plínio, a nova agremiação seria um partido democrático e de massas com base popular e programa socialista, organizado em núcleos de base. Porém, a ideia de criar um novo partido foi abortada pela mudança de planos de Fernando Henrique, que, após se eleger suplente de senador pelo MDB em 1978, declarou como prioridade o fortalecimento da  legenda, apesar do compromisso firmado com Plínio, Almino e Weffort de construir um novo partido. Fernando Henrique chegou a receber 1 600 000 votos, derrotando o candidato da Aliança Renovadora Nacional, Cláudio Lembo, assim conquistando a suplência do senador eleito Franco Montoro. Embora tivesse combinado com Plínio de construir um partido socialista caso atingisse a marca do milhão de votos, o que demonstraria viabilidade eleitoral de candidatos de esquerda, Fernando Henrique alegou que, se cumprisse o combinado, estaria encorajando o divisionismo. Plínio, perplexo com a inversão de prioridades do colega, rompeu com o MDB.
Com o fim do bipartidarismo, Plínio se engaja ao lado de outras figuras ilustres na fundação do Partido dos Trabalhadores.

### A fundação e trajetória no PT (1980-2005)
Decepcionados com a atitude de Fernando Henrique, Plínio e Weffort entraram para o Partido dos Trabalhadores em 1980, data da fundação dessa agremiação de orientação socialista. Plínio foi o autor do estatuto do partido e um dos idealizadores do seus núcleos de base. Em 1982, candidatou-se a deputado federal por São Paulo, tornando-se primeiro suplente. Posteriormente viria a ocupar o cargo, quando o deputado Eduardo Suplicy se afastou do parlamento para disputar a prefeitura de São Paulo.
Em 1984, participou, ao lado de Ulysses Guimarães, da campanha Diretas Já, que clamava pela volta de eleições presidenciais diretas no país.
Em 1986, Plínio Sampaio foi eleito deputado federal constituinte, com 63.899 votos, tendo sido o segundo mais votado do PT (depois de Luiz Inácio Lula da Silva) e o 27º mais votado de São Paulo. Participou da elaboração da Constituição Federal de 1988 e como deputado constituinte ficou nacionalmente conhecido ao propor e defender um modelo constitucional de reforma agrária, que visava a acabar com os latifúndios. Além disso, tornou-se o único deputado petista a presidir uma Comissão de Trabalho.
Durante a Assembleia Nacional Constituinte, foi membro da Comissão de Redação, da Comissão de Sistematização, da Comissão da Organização do Estado e da Subcomissão de Municípios e Regiões, que presidiu. Fez parte do bloco suprapartidário de articulação da Igreja Católica, como membro da Comissão de Acompanhamento da CNBB na Constituinte. Foi ainda vice-líder da bancada do PT, em 1987, e substituiu Luiz Inácio Lula da Silva na liderança do partido, em 1988. Neste mesmo ano, disputou as prévias internas no PT para se tornar o candidato à prefeitura de São Paulo sendo derrotado por Luiza Erundina, exercendo a função de vice-líder petista até 1990.
Candidatou-se a governador do Estado de São Paulo, em 1990, sendo derrotado pelo secretário de Segurança Pública, Luiz Antônio Fleury Filho, candidato do PMDB, ostensivamente apoiado pelo governador Orestes Quércia.
Em 1992, Plínio apoiou o movimento pelo impeachment do presidente Fernando Collor, que se via envolvido em várias denúncias de corrupção. Collor foi afastado temporariamente e, no final de 1992, renunciou ao cargo. Plínio permaneceu na oposição e tornou-se crítico do plano econômico implementado no final do governo assumido por Itamar Franco, o Plano Real.

### A adesão ao PSOL e a crítica ao programa democrático-popular (2005)

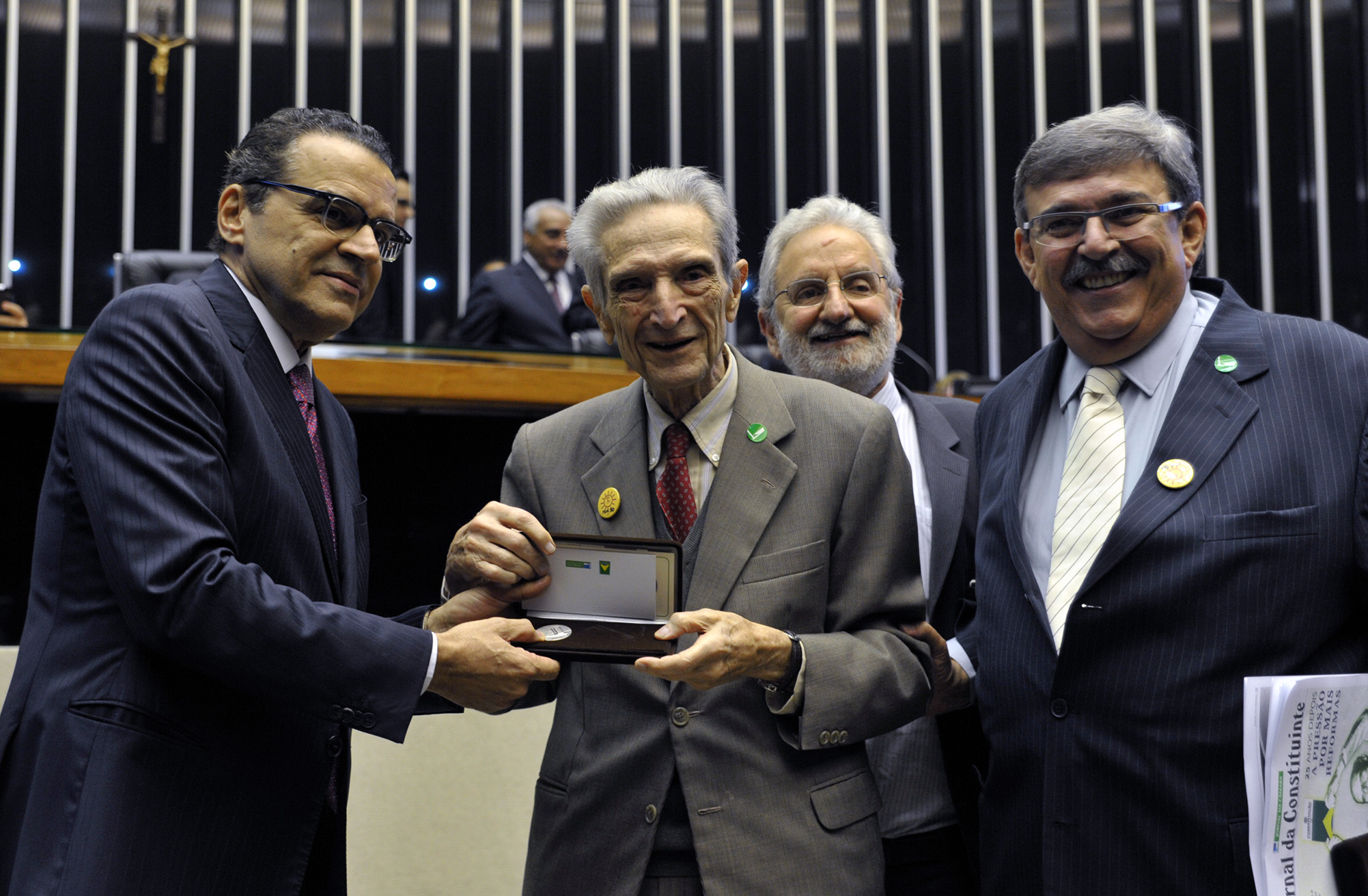
O presidente da Câmara, dep. Henrique Eduardo Alves (à esquerda), entrega placa comemorativa dos 25 anos da Constituição Brasileira de 1988 ao ex-deputado constituinte Plínio de Arruda Sampaio (1930-2014), na presença do deputado Ivan Valente (atrás)

Em setembro de 2005, após desligar-se do Partido dos Trabalhadores (PT), do qual foi um dos fundadores e histórico dirigente, ingressou no Partido Socialismo e Liberdade (PSOL). Por não concordar com o rumo político do PT, Plínio desligou-se do partido em 2005 - logo após 1º turno do Processo de Eleições Diretas (PED) que elegeu um novo Diretório Nacional. Na ocasião Plínio foi candidato a presidente nacional do PT encabeçando a chapa "Esperança Militante", quando conquistou 13,4% dos votos dos filiados e alcançou a 4ª colocação. Em 2006, como candidato do PSOL a governador do Estado de São Paulo, chegou a dizer, durante debate que precedeu o primeiro turno das eleições, que o programa político do PT era idêntico ao do PSDB. Nesta eleição, o partido recebeu cerca de 450 mil votos. Na candidatura de 2006 ao governo do Estado, coligou-se com o PSTU e o PCB, este último apresentando o candidato à vice-governador, o professor universitário, Mauro Luis Iasi.
Defende a luta pelo socialismo por meio de um programa diferente do chamado programa democrático-popular, defendido pela corrente Ação Popular Socialista, por acreditar que ele eventualmente possa levar à repetição de erros observados na trajetória do PT. No partido, colaborou com um extinto campo revolucionário com as correntes Coletivo Socialismo e Liberdade, Coletivo Socialista Rosa do Povo (atual Coletivo Primeiro de Maio) e centenas de militantes socialistas como Sandra Feltrín, Fernando Silva Tostão, Agnaldo Fernandes, Roberto Leher, Bruno Meirinho, Plínio de Arruda Sampaio Filho, Rosa Marques, Marcelo Badaró, Paulo Rios, Paulo Gouveia, Júnia Golveia, Jorginho Martins, Ricardo Antunes, José de Campos Ferreira, Jesualdo Campos Júnior, Hélio de Jesus, Paulo Pasin, Leninha e Raul Marcelo.
Em 2013, nas eleições internas do PSOL, Plínio apoiou o chamado de Bloco de Esquerda, composta por correntes como Movimento Esquerda Socialista, Insurgência, Liberdade, Socialismo e Revolução, Corrente Socialista dos Trabalhadores, Trabalhadores na Luta Socialista, Enlace, Coletivo Primeiro de Maio, dissidência da Ação Popular Socialista, entre outras e apoiada pelo deputado estadual Carlos Giannazi, pelo deputado federal Jean Wyllys e por figuras públicas do partido como Luciana Genro, Babá, Raul Marcelo e Renato Roseno. Segundo ele, sua oposição ao grupo Unidade Socialista, composto pela APS-CC, e pelo Movimento Terra e Liberdade, da deputada Janira Rocha, é programática. Plínio é contrário ao programa democrático popular.
Plínio de Arruda Sampaio apoiou a ex-deputada federal, Luciana Genro, do Rio Grande do Sul, como candidata à Presidência da República pelo PSOL, nome que foi derrotado no IV Congresso do Partido. Contudo, com a desistência do senador Randolfe Rodrigues, Luciana foi a candidata à Presidência pelo partido.

### Eleição em 2010

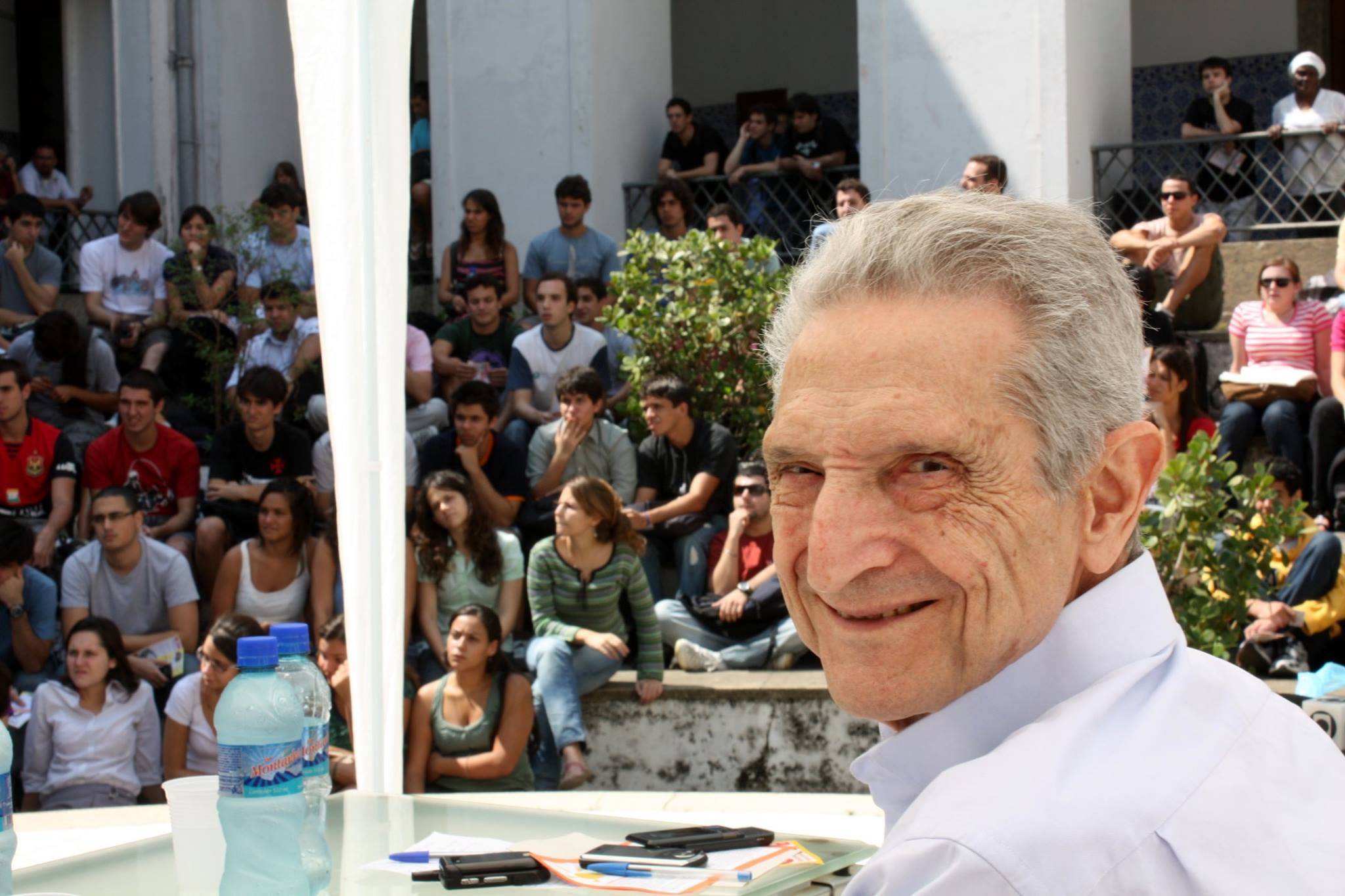
Plínio na UFRJ durante campanha à presidência da República

Durante o II Congresso do PSOL, o deputado estadual Raul Marcelo lançou a pré-candidatura de Plínio à presidência da República, com o propósito de construir um programa que servisse para lutar contra os efeitos da crise econômica sobre os trabalhadores e pela unidade da esquerda socialista contra o capital. Raul Marcelo também defendeu um partido de militantes nucleados, com autonomia de classe, que não receba recurso dos patrões, com uma política clara de alianças de classe com PCB e PSTU e não com o PV.
Dias depois foi apresentado um manifesto com centenas de assinaturas em apoio à pré-candidatura de Plínio de Arruda Sampaio. Em 10 de Abril de 2010, foi confirmada a pré-candidatura de Plínio de Arruda Sampaio à presidência e em 30 de junho de 2010, em Convenção realizada em São Paulo, seu nome foi oficializado candidato ao cargo, tendo como vice o pedagogo Hamilton Assis, do PSOL baiano.
Plínio obteve destaque na imprensa e na rede social Twitter por conta de seu desempenho no primeiro debate eleitoral entre os postulantes à cadeira de Lula, realizado pela TV Bandeirantes em 5 de agosto de 2010.
Contou com grande apoio de outras tendências internas do PSOL, mesmo das que anteriormente defenderam outros pré-candidatos, como o Movimento Esquerda Socialista, representado pela ex-deputada federal Luciana Genro, a vereadora Fernanda Melchionna e o vereador Pedro Ruas, do PSOL/RS, e da juventude brasileira como um todo.
Fora do debate promovido em 18 de agosto de 2010 pela Folha/UOL, Plínio convocou um "tuitaço" e chegou pela segunda vez ao trending topics, expressão usada para classificar o número um do ranking da rede Twitter.
Na eleição presidencial de 2010 Plínio foi o quarto candidato à presidência mais votado, tendo recebido 886 800 votos (0,87% dos votos válidos).

### Atuação nos movimentos sociais
Plínio de Arruda Sampaio foi um dos mais respeitados intelectuais de esquerda católica e também um do mais árduos defensores da Teologia da Libertação entre o laicato.[carece de fontes?] Foi a favor de um aprofundamento da reforma agrária no Brasil, sendo presidente da Associação Brasileira de Reforma Agrária (ABRA).
Foi diretor do Correio da Cidadania, que tem como editora Valéria Nader e é um veículo de comunicação sem fins lucrativos da cidade de São Paulo fundado em 1996.
Em 2007, aos 76 anos, participou ativamente da passeata na Avenida Paulista organizada no Dia Internacional da Mulher, pelos direitos da mulher trabalhadora e contra a política externa do então presidente estadunidense George W. Bush. Em 2013, aos 82 anos participou do protesto contra o aumento da passagem de ônibus na Avenida Paulista, as chamadas Jornadas de Junho.

## Livros publicados
- Como combater a corrupção (32 pág.), Paulus Editora 2009, ISBN 9788534930666
- Construindo o poder popular (64 pág.), Paulus Editora 2004, ISBN 9788534922395
- Por que participar da política? (64 pág.), Editora Sarandi 2010
- O Brasil é viável? (265 pág.), Editora Paz e Terra 2006, ISBN 8577530078

## Morte
Faleceu em 8 de julho de 2014, aos 83 anos, no Hospital Sírio-Libanês, na cidade de São Paulo, em decorrência de uma broncopneumonia, provocando assim a falência múltipla de órgãos e sistemas do corpo. Plínio ficou internado mais de um mês se tratando de um câncer nos ossos.